# Oqaatsut
Oqaatsut, Uqaitsut, Rodebay – osada w zachodniej Grenlandii, w gminie Qaasuitsup, nad zatoką Qeqertarsuup Tunua. Według danych oficjalnych liczba mieszkańców w 2011 roku wynosiła 45 osób.